# Drapeau de la Hollande-Méridionale
Le drapeau de la Hollande-Méridionale a été adopté le 15 octobre 1985 en remplacement du drapeau qui était en usage depuis le 22 juin 1948.
Le lion rampant et les couleurs viennent des armoiries de la province, qui étaient elle-même issues des armoiries des premiers comtes de Hollande.

Armoiries de la Hollande-Méridionale.
Armoiries des comtes de Hollande.
Drapeau en usage de 1948 à 1985.

## Sources
- (en) Cet article est partiellement ou en totalité issu de l’article de Wikipédia en anglais intitulé « Flag of South Holland » (voir la liste des auteurs).
- (nl) « Huisstijl, vlag en wapen », sur zuid-holland.nl (consulté le 3 janvier 2014)
- (en) « Zuid-Holland Province (The Netherlands) », sur Flags of the world (consulté le 3 janvier 2014)